# Október 6. utca
Október 6. utca est une rue de Budapest, située dans le quartier de Lipótváros (5e arrondissement).